# ارتم ووکون
ارتم ووکون (اوکراینی: Артем Андрійович Вовкун؛ زادهٔ ۷ سپتامبر ۲۰۰۱) بازیکن فوتبال اهل اوکراین است.